# 爻
【爻】 — китайський ієрогліф.  Дуже рідко використовується на письмі в японській мові.

## Значення
1. схрещувати(ся), перехрещувати(ся), змішувати(ся).
2. яо (риски в китайському ворожінні).
3. походити, бути подібним.
4. змінювати(ся).

Ключ: 89 (爻 + 0);  Кількість рисок: 4.
Введення ієрогліфа методом цанзє: 大大 (KK); Введення ієрогліфа чотирикутним методом: 40400. .

## Прочитання
| Китайська         |                         |                   |                   |                 |                 |
| Мандаринська мова | Мандаринська мова       | Мандаринська мова | Мандаринська мова | Кантонська мова | Кантонська мова |
| чжуїнь            | піньїнь                 | Вейд-Джайлз       | кирилиця          | ютпхін          | Єль             |
| ㄧㄠˊ             | yáo (yao2) xiào (xiao4) | yao2 hsiao4       | яо сяо            | ngaau4          | ngaau4          |

| Корейська |               |                 |                   |                 |                   |
|           | хангиль       | стара латинка   | нова латинка      | Єль             | кирилиця          |
| Звук:     | 효            | hyo             | hyo               | hyo             | хьо               |
| Назва:    | 사귈 가로그을 | sagwil karogûûl | sagwil garogeueul | sakwil kalokuul | саквіль карогииль |

| Японська |             |          |           |
|          | кана        | латинка  | кирилиця  |
| Он:      | こう ぎょう | kō gyō   | кō ґьō    |
| Кун:     | まじわる    | majiwaru | мадзівару |
| Ім'я:    | —           | —        | —         |